# Miyakubo (Ehime)
El pueblo de Miyakubo (宮窪町 Miyakubo-chō?) fue un pueblo del distrito de Ochi en la región de Toyo (東予地方 Tōyo-chihō?) de la prefectura de Ehime.

## Características
Ocupaba la porción oriental de la isla Oo que se encuentra 4 km al noreste de la ciudad de Imabari y que es parte del archipiélago Geiyo (芸予諸島 Geiyo-shotō?). Hacia el norte, este y oeste da hacia el mar interior de Seto.
Limitaba con los pueblos de Yoshiumi, Hakata y Kamiura, todas del distrito de Ochi y actualmente son parte de la ciudad de Imabari; también limitaba con la villa de Uoshima del distrito de Ochi (en la actualidad es parte del pueblo de Kamijima).
El núcleo poblacional donde se encontraba el Ayuntamiento (en la actualidad una dependencia del Ayuntamiento de la ciudad de Imabari) era el más importante y otros núcleos menores se sucedían en la zona costera.
En su economía se destacan la extracción del Ooshima-ishi, la producción de cítricos y la pesca.
El 16 de enero de 2005 es absorbida junto a los pueblos de Kikuma, Oonishi, Namikata, Tamagawa, Yoshiumi, Hakata, Kamiura y Oomishima, y las villas de Asakura y Sekizen, todas del distrito de Ochi, por la ciudad de Imabari.

## Accesos
Contaba con el intercambiador Ooshima-Kita (大島北インターチェンジ Ooshima-Kita Intāchenji?), vía de acceso a la autovía de Nishiseto. La autovía de Nishiseto, es un complemento de la ruta nacional 317 que corre paralela y con el cual comparte los puentes interinsulares.
El puente que la une a la isla Hakata es el gran puente Hakata-Ooshima, que atraviesa el estrecho de Funaoriseto (船折瀬戸海峡 Funaoriseto-kaikyō?).
También se puede acceder por ferry desde el puerto de Imabari (今治港, Imabari-kō?) y desde la isla Hakata.